# Amur (hal)
Az amur (Ctenopharyngodon idella) a csontos halak (Osteichthyes) osztályába, a pontyalakúak (Cypriniformes) rendjébe, a pontyfélék (Cyprinidae) családjába tartozó Ctenopharyngodon nem egyetlen faja. 
Magyarországra 1963-ban telepítették be. Invazív halfaj, jelenléte káros hatással van egyéb, őshonos halakra, mert nagy ütemben pusztítja az azok életterét képező növényzetet.

## Előfordulása
Kína északi részén és Szibériában őshonos. Nevét az Amur folyóról kapta, Oroszország és Kína határfolyójáról, melynek középső és alsó szakaszán elterjedt. Tipikusan folyóvízi, ott is a meder mély, gyors sodrású részein tartózkodik legszívesebben.

## Megjelenése

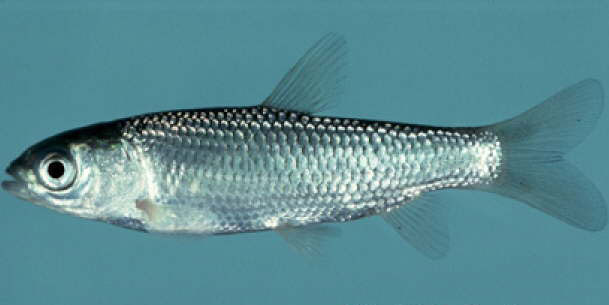
Amurivadék és...

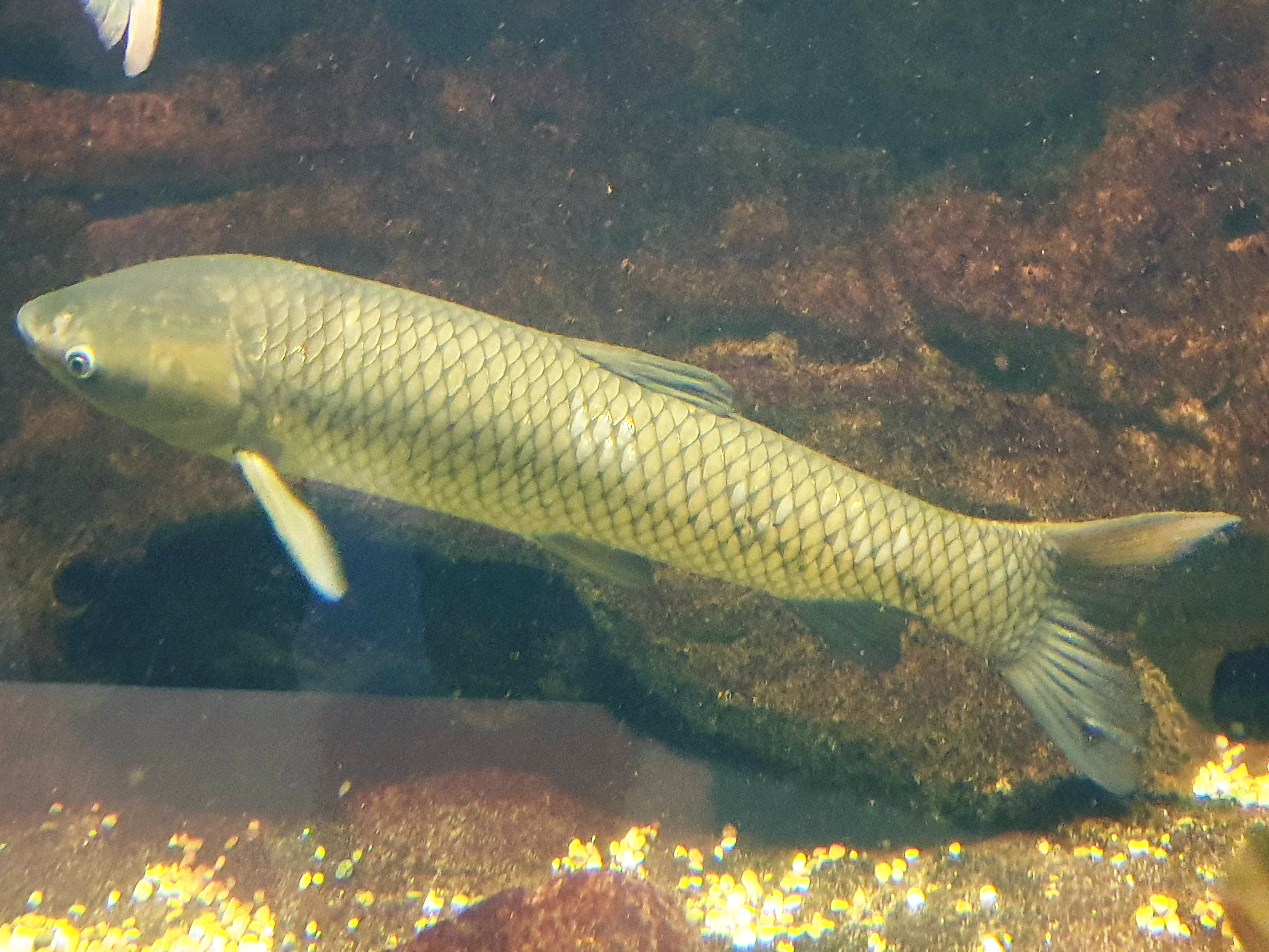
...felnőtt példány

Rendkívül izmos, nagy testű, torpedó alakú hal. Szája félig alsó állású, nagy szemei alacsonyan ülnek, ajkai vaskosak, bajusza nincs. Háta zöldesbarna, oldala a pikkelyek fekete kontúrja miatt szürkésezüst, hasa sárgásszürke színű. Úszói kissé vörhenyesek. A tejesek mellúszói tavasszal, a test felőli oldalukon érdes tapintásúak. A méteresre megnövő amur maximális tömege 30 kg, de általában 4-10 kg-os példányok kerülnek a halászok hálóiba.

## Életmódja
Melegkedvelő faj, de alkalmazkodik az alacsonyabb hőmérséklethez is. Növényevő, édesvízi hal, főleg fonalas algákat, lágyszárú hínárféléket, idősebb korában a nádat és különféle vízinövényeket eszik. Vannak kivételek, amiket szinte sohasem eszik, mint például a sás a sulyom és a vízitök. Vízi növényből naponta akár testtömege 140%-át is képes elfogyasztani (ez az adat a száraz növény nedves/élő állapotában sokkal több), de természetesen minél melegebb a víz, annál gyorsabb az anyagcseréje is.

## Szaporodása
A víz hőfoka befolyásolja a fejlődését, a trópusokon hamarabb válik ivaréretté. Normál körülmények között 4-5 évesen, de ez hidegebb vizekben kitolódhat 6-8 éves korára is. Május-júniusban folyók homokos, sóderes talajára rakja le ikráit. Ezek kelési ideje 32-40 óra, amennyiben megfelelő hőmérsékletű a víz (27-29 fokos). Az apró halivadékok eleinte apró állatokkal táplálkoznak, és 6-10 cm hosszú korukban térnek át a növényi eredetű táplálék fogyasztására.

## Felhasználása
A világ szinte minden részén felhasználják tavak, tározók, csatornák vízinövényektől való megtisztítására. Magyarországon és az USA-ban is 1963-ban honosították meg. Bár folyóvízi hal, ázsiai importja óta jól alkalmazkodott állóvizeinkhez is, amit tenyésztési eljárásokkal is segítettek, és kidolgozták mesterséges megtermékenyítésének módszereit, ami azért vált szükségessé, mert eredetileg csak folyóvízben ívik. Növényevő faj, lárvái az első hetek zooplankton- és szúnyoglárva-fogyasztása után hamar rátérnek szinte bármely vízinövény fogyasztására. Ez adja gazdasági jelentőségét is, mivel gyors és gazdaságos a növekedése, jó húsminősége mellett a túlszaporodott vízinövényzetű tavak tisztítására használják. Túlszaporodása esetén azonban nagy károkat okozhat a nádasokban, más fajok gyakori ívóhelyén.

### Gasztronómiai jelentősége
Húsa jó minőségű, hófehér közepesen szálkás, száraz. Elkészítése hasonló, illetve megegyezik a pontyéval. Ikrája nem fogyasztható, mérgező.

## Horgászata
A hagyományos pontycsalik többségével fogható, általában pontyozás közben akad horogra; szóba jöhet főtt kukorica, különféle gyurmák, giliszta, de még zöld növények, nádlevelek is. Horgászatához nagy teherbírású készség használata indokolt. Kedvelt horgászhal, a horgon erősen védekezik. Úszós és fenekező módszerrel egyaránt fogják. Erős ajkaival tépi le a növényi részeket, ha éhezik, képes a sást vagy a nádat is kiirtani, emiatt képes olykor a damilt is elharapni. Szinte kihúzatja magát, nagy horgászélményt jelent, ahogyan védekezik a horgon.

## Ajánlott magyar nyelvű könyvek
- Dudich, E., Loksa, I. (1987): Állatrendszertan – Tankönyvkiadó, Budapest ISBN 963-18-0543-3
- Papp, L. (1996): Zootaxonómia – egységes jegyzet – Állatorvostudományi Egyetem, Budapest
- Deckert, K. et al (1974): Uránia Állatvilág: halak, kétéltűek, hüllők – Gondolat Kiadó, Budapest ISBN 963-280-138-5
- Horgászok kézikönyve (1982) – Mezőgazdasági Kiadó, ISBN 963-231-453-0
- Dr. Fritz Terofal, Édesvízi halak Magyar Könyvklub, Budapest, 1997, ISBN 963-548-392-9